# Sant Genís de Masadella
Sant Genís de Masadella és una construcció romànica força modificada, al terme municipal de Navars (Bages), inclosa en l'Inventari del Patrimoni Arquitectònic de Catalunya.

## Història
L'església de Sant Genís de Masadella és una construcció romànica del s. XII, l'antiga església de Navars. Era sufragània de l'església veïna de Santa Creu del Mujal. En el fogatjament de 1365-70 s'indica que les "Parròquies de sancta Creu dez mujal e de Sent Genís de Malassadella" sumen 13 focs "de ciutadans". Aquesta església consta en un privilegi del 8 de març de l'any 1363 datat a Montsó.

## Descripció
A migdia encara es conserva la primitiva porta de la qual solament en resta l'arquivolta, perquè ha estat tapiada. Aquesta arquivolta és ornada amb antes, l'un senzill i l'altre refet al s. XVIII. L'església, d'una sola nau, té la façana que mira a ponent i sobre l'actual porta s'obre un òcul molt restaurat.